# Реми (Оклахома)
Реми (енгл. Remy) насељено је место без административног статуса у америчкој савезној држави Оклахома.

## Демографија
По попису из 2010. године број становника је 562, што је 151 (36,7%) становника више него 2000. године.
| Група             | 2000.       | 2010.       |
| Белци             | 353 (85,9%) | 459 (81,7%) |
| Афроамериканци    | 0 (0,0%)    | 1 (0,2%)    |
| Азијати           | 0 (0,0%)    | 2 (0,4%)    |
| Хиспаноамериканци | 6 (1,5%)    | 21 (3,7%)   |
| Укупно            | 411         | 562         |